# Chihayaakasaka
Chihayaakasaka (jap. 千早赤阪村 Chihayaakasaka-mura) – miasto w Japonii, na wyspie Honsiu, w prefekturze Osaka. Według danych na rok 2020 miejscowość zamieszkiwało 4 909 mieszkańców , a gęstość zaludnienia wyniosła 131,6 os./km².